# Euconocephalus saussurei
Euconocephalus saussurei är en insektsart som först beskrevs av Ludwig Redtenbacher 1891.  Euconocephalus saussurei ingår i släktet Euconocephalus och familjen vårtbitare. Inga underarter finns listade i Catalogue of Life.